# Gerry Goffin
Gerald "Gerry" Goffin (11. februar 1939 - 19. juni 2014) var en amerikansk sangtekstforfatter. I begyndelsen af 1960'erne var han gift med komponisten Carole King, og sammen skrev de en række hitsange som "Will You Love Me Tomorrow" til The Shirelles, "Take Good Care of My Baby" til Bobby Vee, "The Loco-Motion" til Little Eva og "Go Away Little Girl" til Steve Lawrence – alle sange, der nåede førstepladsen på den amerikanske hitliste.
Efter at være blevet skilt fra King skrev Gerry Goffin tekster til andre komponister som Barry Goldberg og Michael Masser, blandt andet "Theme from Mahogany (Do You Know Where You're Going To)" til Diana Ross samt "Saving All My Love for You", der især er kendt med Whitney Houston, sammen med Masser. Også disse sange toppede den amerikanske hitliste.
I alt skrev Goffin tekst til over 50 sange, der kom i top 40 på den amerikanske hitliste, heriblandt otte, der nåede toppen. I 1990 blev han sammen med Carole King optaget i Rock and Roll Hall of Fame.
Gerry Goffin forsøgte sig også som sanger og udgav et par album, der dog ikke opnåede nogen videre succes.